# Convenção de Moss
A Convenção de Moss  foi um armistício assinado em 14 de agosto de 1814 entre a Suécia e a Noruega, na cidade norueguesa de Moss.
Este acordo ocorreu na sequência da ofensiva vitoriosa das tropas suecas para obrigar a Noruega a uma união com a Suécia, de acordo com o estipulado no Tratado de Kiel.
A Convenção de Moss implicou, por um lado, a aceitação pela Suécia da autonomia constitucional da Noruega dentro da união pessoal Suécia-Noruega, e por outro lado, a abdicação do rei norueguês a favor do soberano sueco.

## Antecedentes
Em 1814, a Dinamarca e a Noruega estavam do lado perdedor nas guerras napoleônicas. Nos termos do Tratado de Kiel, negociado em 14 de janeiro de 1814, a Noruega foi cedida ao rei da Suécia, da nova Casa de Bernadotte. Na tentativa de assumir o controle de seu destino, os noruegueses convocaram uma assembléia constitucional em Eidsvoll e, em 17 de maio de 1814, assinaram a Constituição da Noruega. O vice-rei e herdeiro dos tronos da Dinamarca e da Noruega, Príncipe Christian Frederik, foi eleito rei pela assembleia.
O governante sueco de fato , o príncipe herdeiro Carlos João, agindo em nome do rei Carlos XIII da Suécia, rejeitou a premissa de uma Noruega independente e lançou uma campanha militar em 2 de julho de 1814 com um ataque às ilhas Hvaler e à cidade de Fredrikstad. O exército sueco era superior em número, mais bem equipado e treinado e era liderado por um dos principais generais de Napoleão, o recém-eleito príncipe herdeiro sueco, Jean Baptiste Bernadotte.
As hostilidades começaram em 26 de julho com um rápido ataque naval sueco contra as canhoneiras norueguesas em Hvaler. Os navios noruegueses conseguiram escapar, mas não participaram do resto da guerra. O principal ataque sueco cruzou a fronteira em Halden, contornando e cercando a fortaleza de Fredriksten, e então continuando para o norte, e uma segunda força de 6 000 soldados desembarcou em Kråkerøy, fora de Fredrikstad. A cidade se rendeu no dia seguinte.
Esse foi o início de um movimento de pinça em torno da parte principal do exército norueguês em Rakkestad. O exército norueguês desferiu vários golpes ofensivos aos suecos, pressionando assim os suecos a aceitar a Noruega como nação soberana e a abrir negociações. A tática funcionou e, quando as negociações começaram em 7 de agosto, Carlos João aceitou a constituição democrática norueguesa. As negociações de armistício foram concluídas pela Noruega em Moss em 14 de agosto de 1814 e pela Suécia na cidade de Fredrikstad em 15 de agosto de 1814.

## Termos
O Tratado de Kiel foi assim tacitamente subjugado e uma nova união em termos mais iguais foi negociada. A convenção foi composta por quatro documentos com os seguintes pontos principais:
- O acordo foi celebrado entre o príncipe herdeiro sueco em nome do rei sueco e o governo norueguês. Os suecos não reconheceram a reivindicação de Christian Frederik ao trono norueguês e, portanto, ele não era oficialmente parte do acordo, que foi negociado e assinado por dois de seus ministros, Niels Aall e Jonas Collett;
- O parlamento norueguês deveria se reunir no final de setembro ou início de outubro para ratificar a convenção;
- O rei da Suécia aceitou a constituição norueguesa, apenas com as emendas necessárias para acomodar a união com a Suécia. Todas as mudanças deveriam ser aceitas pelo parlamento norueguês;
- Christian Frederik deveria abandonar todas as reivindicações à coroa norueguesa e deixar o país depois de convocar o parlamento.

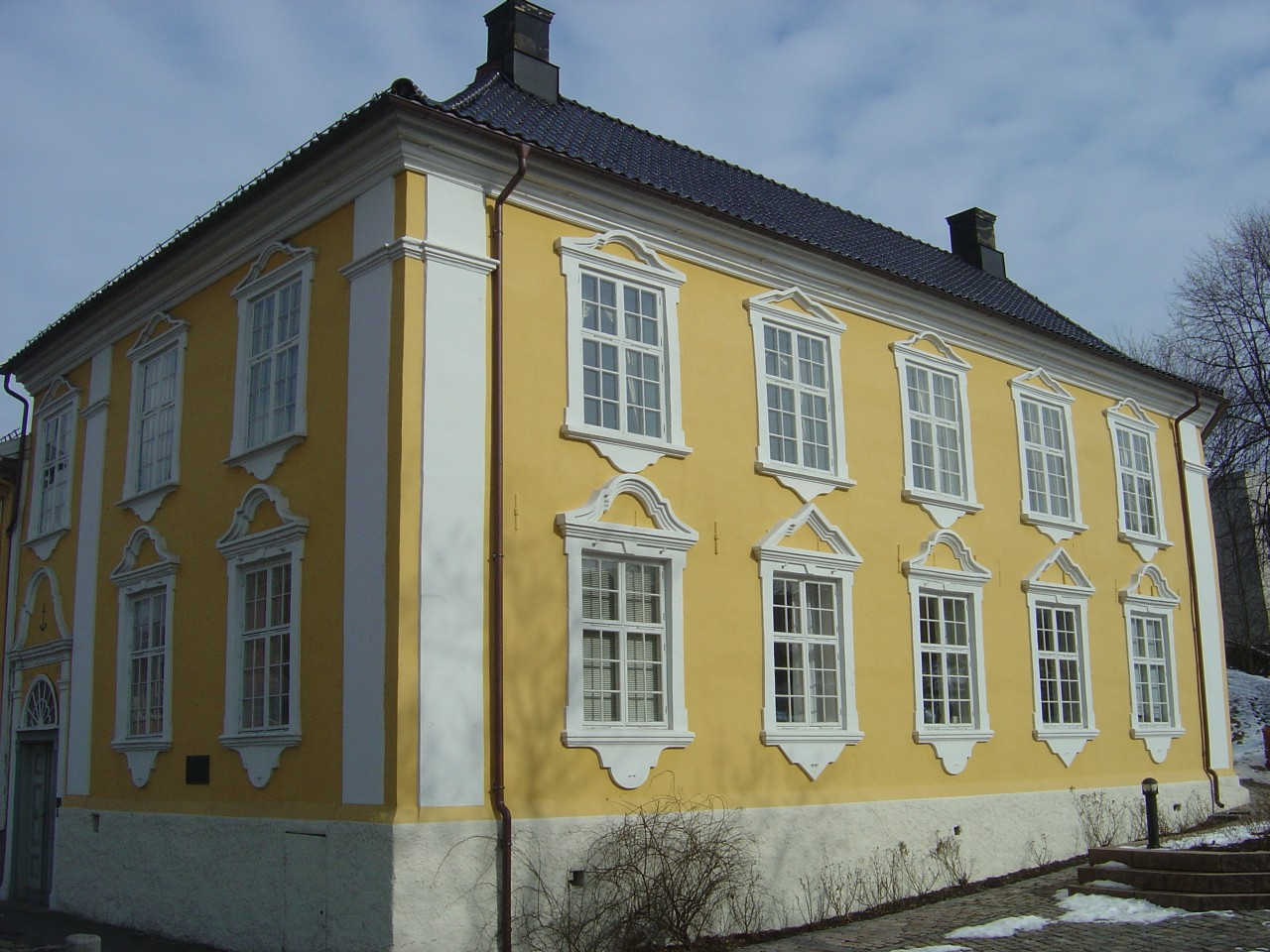
A sede da Moss Ironworks, onde a Convenção de Moss foi negociada e assinada.

A maior discordância estava na questão da renúncia incondicional de Christian Frederik ao trono, que ele teve que aceitar e encontrar uma redação que significasse que a União não deveria ser celebrada como resultado do Tratado de Kiel, mas pelo tratado que foi assinado em Moss. Por insistência da Noruega, as partes concordaram com uma redação que evitava declarar o rei sueco o rei norueguês antes de ele ser eleito pelo Storting. O Conselho de Estado norueguês (Det Norske Statsrådsalen) iria, até novo aviso, assumir a autoridade executiva e assinar suas decisões com a mais alta autoridade (paa allerhøieste Befaling) Essa foi uma formulação que os noruegueses podiam aceitar, já que não significava que o rei da Suécia se tornara rei da Noruega em 14 de janeiro.
Muitos noruegueses ficaram chocados com as concessões de seu governo e quando o general sueco Magnus Björnstjerna, que liderou as negociações suecas, chegou a Christiania, na Noruega, ele teve uma recepção hostil. Os noruegueses também dirigiram seu ressentimento aos próprios líderes e ao que consideravam uma defesa militar ineficaz. Com o tempo, a opinião pública mudou. A convenção foi uma melhoria significativa em relação aos termos ditados à Dinamarca-Noruega no Tratado de Kiel. Notavelmente, a Noruega não deveria mais ser tratada como uma conquista sueca, mas como uma parte igual em uma união de dois estados independentes. Tanto o princípio quanto a substância da Constituição norueguesa foram aceitos. As ações de Christian Frederik em 1814 ajudaram muito a permitir que a Noruega entrasse na união com a Suécia como uma parte igual e independente, na qual a Noruega mantinha seu próprio parlamento e instituições separadas, exceto para o rei comum e o serviço estrangeiro.
Essa foi a última guerra entre a Suécia e a Noruega, bem como a última guerra da Suécia.